# Cibinong
Cibinong es la capital de la Regencia de Bogor de provincia de Java Occidental, Indonesia. El subdistrito de Cibinong tenía 326 519 habitantes en el censo de 2010.
En Cibinong es ahora donde se encuentra el Centro  de Ciencias del Instituto de Ciencias de Indonesia (Lembaga Ilmu Pengetahuan Indonesia). Cibinong tiene un bosque de pantano, que ya fue mencionado por van Steenis en 1933. Esa parte de bosque se llama Rawa (pantano) Siradayah, y aún sigue en pie.
Las especialidades de Cibinong incluyen laksa cibinong y Mie ayam (Fideos de pollo) debido a la fuerte comunidad china. Laksa es una sopa de fideos picante de la cultura Peranakan. Laksa Cibinong es un tipo de sopa espesa a base de leche de coco amarillenta, producida por una mezcla de algunas especias, y se sirve con brotes de soja, fideos de arroz (bihun), huevos duros, pollo desmenuzado cocido, chalotes fritos, limón indonesio y hojas de albahaca. En algún momento también se sirven con pastel de arroz (largo). Mie ayam se encuentra fácilmente en todas partes, como un alimento barato para obreros de fábricas y estudiantes de escuelas. Básicamente hay dos estilos, uno más de estilo indonesio (con especias indonesias, salsa de soja dulce, sambel saos) y el otro más chino (que utiliza, por ejemplo, anís estrellado, aceite de sésamo o salsa de soja). La mayoría de los lugares ofrecen, además de mie, kwetiau o bihun.
La cultura peranakana china se puede ver en el templo chino Ho Tek Bio, cerca del mercado de Cibinong, durante Imlek o el Año Nuevo chino. Cerca del mercado, frente al lago, está el cementerio chino (sentiong).